# Аверна
Аверна (фр. Havernas) насеље је и општина у североисточној Француској у региону Пикардија, у департману Сома која припада префектури Амјен.
По подацима из 2011. године у општини је живело 426 становника, а густина насељености је износила 95,09 становника/km². Општина се простире на површини од 4,48 km². Налази се на средњој надморској висини од 100 метара (максималној 139 m, а минималној 51 m).

## Демографија
| 1962. | 1968. | 1975. | 1982. | 1990. | 1999. | 2011. |
| ----- | ----- | ----- | ----- | ----- | ----- | ----- |
| 128   | 133   | 143   | 297   | 355   | 375   | 426   |

График промене броја становника у току последњих година